# Keos (strip)
Keos is een Franse stripreeks die zich afspeelt in het oude Egypte. De reeks gaat over de avonturen van de jonge prins Keos aan het hof van farao Merenptah, die verwikkeld raakt in de intriges van een hogepriester. De serie werd bedacht en geschreven door Jacques Martin en getekend door Jean Pleyers. De reeks werd uitgegeven door Uitgeverij Loempia.
| Jaar | Titel  | Tekenaar     | Scenarist      | Uitgeverij | Originele titel (jaar) |
| ---- | ------ | ------------ | -------------- | ---------- | ---------------------- |
| 1992 | Osiris | Jean Pleyers | Jacques Martin | Loempia    | Osiris (1992)          |
| 1993 | Cobra  | Jean Pleyers | Jacques Martin | Loempia    | Le cobra (1993)        |

In het Frans verscheen nog een derde album in deze reeks, namelijk Le Veau d'or (Het gouden kalf) in 1999, getekend door Jean Pleyers en geschreven door Jacques Martin. In dit album maakt Keos de uittocht van de Israëlieten onder Mozes mee. 